# Suazi na Mistrzostwach Świata w Lekkoatletyce 2013
Suazi na Mistrzostwach Świata w Lekkoatletyce 2013 – reprezentacja Suazi podczas czempionatu w Moskwie liczyła 1 zawodniczkę.

## Występy reprezentantów Suazi
| Konkurencja          | Zawodnik          | Runda 1  | Runda 1 | Półfinał | Półfinał | Finał    | Finał   |
| Konkurencja          | Zawodnik          | Rezultat | Pozycja | Rezultat | Pozycja  | Rezultat | Pozycja |
| -------------------- | ----------------- | -------- | ------- | -------- | -------- | -------- | ------- |
| Bieg na 400 m kobiet | Phumlile Ndzinisa | 56,36    | 35.     | NQ       | NQ       | NQ       | NQ      |